# Wola Kuraszowa
Wola Kuraszowa – wieś w Polsce położona w województwie mazowieckim, w powiecie przysuskim, w gminie Borkowice. Ma status sołectwa.
| SIMC    | Nazwa    | Rodzaj     |
| ------- | -------- | ---------- |
| 0615629 | Ostrówek | przysiółek |

Pierwsze wzmianki historyczne pochodzą z XI-XII w., kiedy we wsi istniał kasztel. Dziś pozostał po nim jedynie wał (pozostałość po murze obronnym). Wieś liczy około 200 mieszkańców. Jest otoczona lasami, które wchodzą w jej skład.
W latach 1975–1998 miejscowość administracyjnie należała do województwa radomskiego.
Wierni Kościoła rzymskokatolickiego należą do parafii Wniebowzięcia Najświętszej Maryi Panny w Rzucowie.